# Homostolus acer
Homostolus acer is een straalvinnige vissensoort uit de familie van naaldvissen (Ophidiidae). De wetenschappelijke naam van de soort is voor het eerst geldig gepubliceerd in 1913 door Smith & Radcliffe.